# Oh My Boss
『Oh My Boss』（タイ語: นายคะอย่ามาอ่อย、オー・マイ・ボス）は、ウォラニット・ターワンウォン（ムーク）とルーク・イシカワ・プラウデンが主演する2021年のタイのテレビドラマシリーズ。
GMMTVがFuKDuKプロダクションと共同制作したこのシリーズは、2019年10月15日にGMMTVが開催したイベント「New＆Next」で発表された2020年放送予定の12のテレビシリーズの1つであったが、延期された。  その後、2021年5月19日の20:30 ICT から7月1日までGMM 25にて放送された。
日本ではLaLa TVにて2021年12月24日より日本初放送される。

## キャストとキャラクター

### 主演
- ヌームニム役：ウォラニット・ターワンウォン（ムーク）[4]
- 秋月コージ役：ルーク・イシカワ・プラウデン

### 助演
- ハソベ・シンセイ（コウジの友人）役：逢見亮太
- ミヤカワ・アズキ（日本のアイドル）役：山下晴加
- マーク役：パタラ・エークサーンクン（フォエイ）
- ミネイ役：タナブーン・ワンロプシリナーン（ナ）
- ピン役：Phatchara Thabthong (Kapook)
- プロイ役：Sitang Punpop (Pai)
- レナ役：Kullamas Limpawutivaranon（Knomjean）
- イン役：パッチラー・カンラッタナスー（ナナン）
- クーンキーン役：スッターティップ・ウッティチャイプラディ（アムペア）
- ポッピー役：タワチャイ・ペッスック（ヌーリー）
- Meow役：ダーリナー・ブンチュー（ナンシー）
- Ja Eo’役：プラーン・ミーチャムナーン（ナナン）
- タン役：ウォーラチャイ・ヒランラープ（トップ）
- Ley Kha Mark役：ナッピチャー・ピサーンポンチャナ(Jee)
- カメイ役：チンラット・シリポンチャワリット